# Paroplitis luzonicus
Paroplitis luzonicus är en stekelart som beskrevs av Mason 1981. Paroplitis luzonicus ingår i släktet Paroplitis och familjen bracksteklar. Inga underarter finns listade i Catalogue of Life.